# Jakup Krasniqi
Jakup Krasniqi (Fatos, 1º gennaio 1951) è un politico kosovaro.

## Biografia
Nato in un piccolo villaggio del Kosovo, nella municipalità di Glogovac è stato portavoce dell'Esercito di Liberazione del Kosovo e presidente dell'Assemblea della Repubblica del Kosovo.
In qualità di presidente dell'Assemblea, è stato per due periodi Presidente ad interim della Repubblica del Kosovo, ovvero dal 27 settembre 2010 al 22 febbraio 2011 e dal 4 al 7 aprile 2011.

## Libri
- Kthesa e Madhe - Ushtria Çlirimtare e Kosovës. Pristina, Buzuku, 2006. ISBN 9951-08-059-6
- Kosova in a historical context. Pristina, Europrinty, 2007. ISBN 9951-05-109-X
- Një luftë ndryshe për Kosovën. Pristina, Buzuku, 2007. ISBN 978-9951-08-092-7